# سپتسی
سپتسی (به صربی: Sepci) یک منطقهٔ مسکونی در صربستان است که در راچا واقع شده‌است. سپتسی ۶۷۳ نفر جمعیت دارد.